# Jang Jonghyun
Dans ce nom coréen, le nom de famille, Jang, précède le nom personnel.
Pour les articles homonymes, voir Jang.
Jang Jonghyun, né le 28 mars 1984, est un joueur de hockey sur gazon sud-coréen.
Il a participé aux Jeux olympiques d'été à 3 reprises (2004, 2008 et 2012).

## Palmarès

### Jeux olympiques
- Top 8 : 2004, 2008, 2012

### Coupe d'Asie
- : 2013

### Jeux asiatiques
- : 2006
- : 2014